# Pana

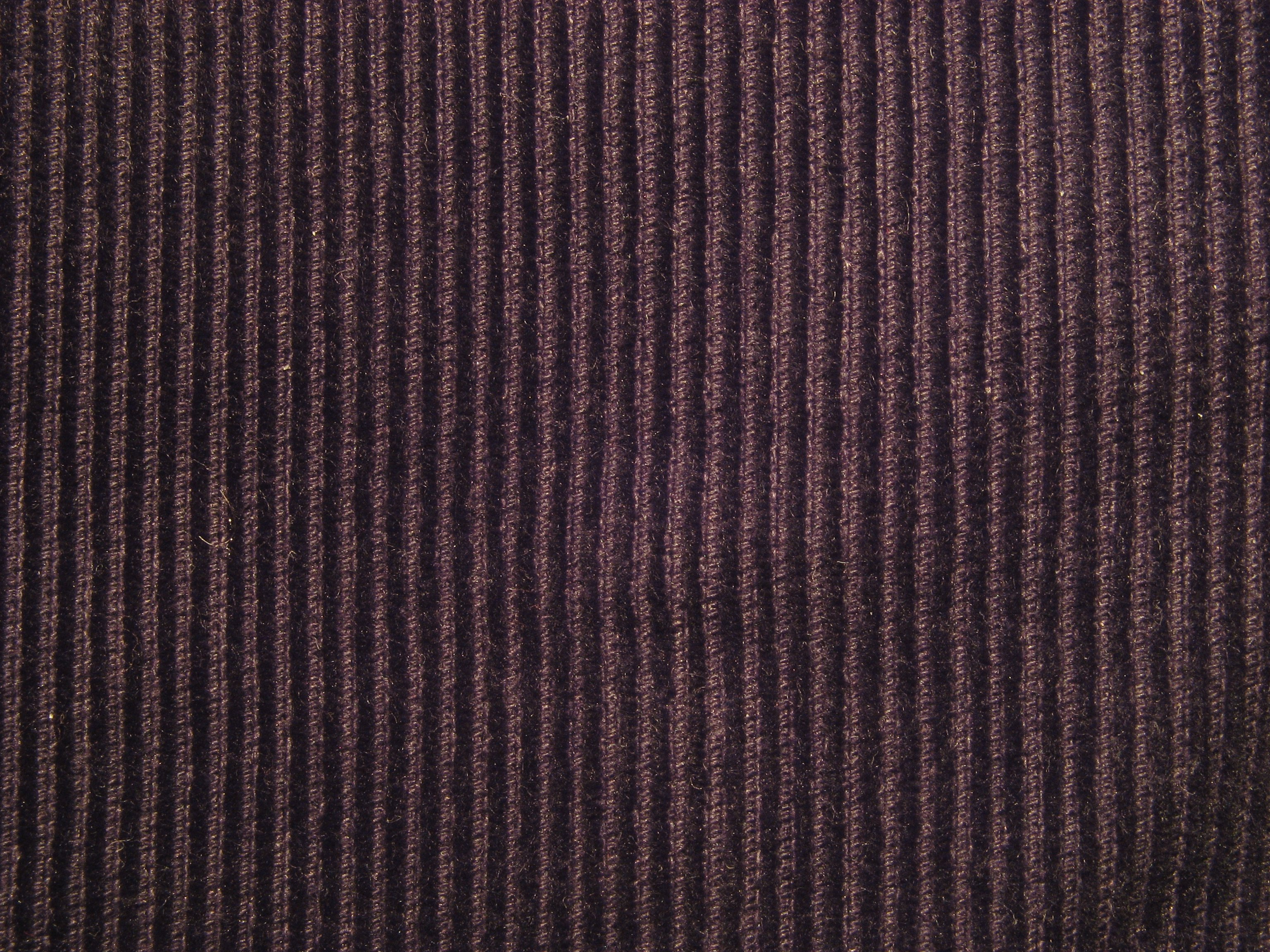
Pana de algodón.

La pana, corderoy, corduroy o cotelé es un tejido grueso, de tacto suave, semejante al terciopelo, liso o compuesto por fibras entrecruzadas que cuando están en paralelo forman el distintivo motivo con acanaladuras (bastones) verticales de pequeño tamaño, pero también pueden ser un poco más gruesos.
A diferencia del terciopelo, que se teje a base de seda, la pana se fabrica en algodón. Por su grosor se suele usar para la confección de prendas invernales de todo tipo, incluyendo pantalones, camisas, y chaquetas. La tela también puede ser empleada para cubrir cojines o en general como sustituto del terciopelo.